# Fania Oz-Salzberger
Fania Oz-Salzberger (in ebraico פניה עוז-זלצברגר‎?; Kibbutz Hulda, 28 ottobre 1960) è una scrittrice e storica israeliana, professoressa emerita di storia presso la Facoltà di diritto dell'Università di Haifa e il Centro di studi tedeschi ed europei di Haifa (HCGES).

## Biografia
Oz-Salzberger è nata nel 1960 nel Kibbutz Hulda, in Israele, figlia maggiore dello scrittore Amos Oz e di sua moglie Nily. È la pronipote dello storico e letterato Joseph Klausner.  Oz-Salzberger ha studiato nelle scuole dei kibbutz e ha prestato servizio come ufficiale nelle forze di difesa israeliane. Ha completato il suo BA in storia e filosofia (magna cum laude) e il MA in storia moderna (summa cum laude) presso l'Università di Tel Aviv. La sua tesi di dottorato, sugli illuministi scozzesi e tedeschi (1991), è stata scritta all'Università di Oxford, sotto la supervisione del Dr. John Robertson e mentore del filosofo Isaiah Berlin. È stata Senior Scholar al Lincoln College, Oxford, nel 1988-1990, e Hornik Junior Research Fellow in Intellectual History al Wolfson College, Oxford, nel 1990-1993. 
Nel novembre 2012, il libro Jewish and Words (ISBN 9780300156478), scritto da Oz-Salzberger e suo padre, è stato pubblicato dalla Yale University Press. Il libro è un saggio sulla storia ebraica da un punto di vista secolare israeliano, che riflette un dialogo in corso tra padre e figlia, romanziere e storico.

## Carriera accademica
Insegnando all'Università di Haifa dal 1993, Oz-Salzberger è stata nominata professore associato nel 2009. Il suo libro Israelis in Berlin, pubblicato nel 2001 in ebraico e tedesco, è diventato un punto di forza del dialogo israelo-tedesco. Ha preso parte a panel e interviste sui media, commentando la politica, la cultura e la letteratura e ha contribuito con articoli di opinione sui principali giornali e riviste in Israele e nel mondo. È attiva nei comitati consultivi dell'Israel Democracy Institute e del German-Israeli Future Forum. 
Oz-Salzberger è stata caporedattrice congiunta della Haifa University Press (1996-1999). È direttrice (dal 2003) del Posen Research Forum for Jewish European and Israeli Political Thought.
Oz-Salzberger è stata Fellow dell'Institute for Advanced Study di Berlino (1999-2000). Tra il 2007 e il 2012 ha ricoperto la Cattedra Leon Liberman in Modern Israel Studies presso l'Australian Centre for Jewish Civilisation della Monash University.  Nel 2009-10 è stata Laurance S. Rockefeller Visiting Professor for Distinguished Teaching presso il Centro universitario per i valori umani, Università di Princeton.
Oz-Salzberger ha pubblicato saggi sulla storia delle idee e del pensiero politico, la traduzione nell'Illuminismo europeo, le fonti bibliche di John Locke e il conflitto intercivilizzato. I suoi articoli di opinione su politica, cultura e attualità sono stati pubblicati su Newsweek, International Herald Tribune, The Wall Street Journal, Le Figaro, Frankfurter Allgemeine Zeitung e Ha'aretz.
Tra il 2016 e il 2019 Oz-Salzberger è stata direttrice di Paideia - L'Istituto europeo di studi ebraici in Svezia.  Nel 2020 è diventata dottore onorario presso l'Università di Uppsala.

## Vita privata
Oz-Salzberger è sposata con il professor Eli Salzberger. Hanno due figli gemelli.

## Opere
- Translating the Enlightenment: Scottish Civic Discourse in Eighteenth Century Germany, Oxford University Press, 1995 ISBN 9780198205197
- Hebrew Phrase Book, Hunter Pub Inc, 1997 ISBN 9780852851814
- Israelis in Berlin (in tedesco) (1. Aufl. ed.), Frankfurt am Main, Jüdischer Verlag im Suhrkamp-Verlag, ISBN 9783633541713
- (insieme ad Oz Amos), Jews and Words, New Haven, Yale University Press, 2012 ISBN 9780300156478
- (insieme ad Adam Ferguson), An Essay on the History of Civil Society, Cambridge University Press, 1995
- (insieme ad Adam Hofri), Adam Smith: Philosopher of the Enlightenment, Mapa, 2005
- (insieme ad Eveline Goodman-Thau), Das jüdische Erbe Europas, Philo, 2005
- (insieme a Gordon Schochet e Meirav Jones), Political Hebraism: Judaic Sources in Early Modern Political Thought, Shalem, 2008
- (insieme a Thomas Maissen), The Liberal-Republican Quandary in Israel, Europe, and the United States: Early Modern Political Thought Meets Current Affairs, Academic Studies Press, 2012
- (insieme a Yedidia Stern), The Israeli Nation – State: Political, Constitutional and Cultural Challenges, Academic Studies Press, 2014

## Premi e riconoscimenti
- "The Scratch" - Primo premio al Concorso per racconti brevi di Ha'aretz per il 1999
- Croce dell'Ordine al Merito della Repubblica Federale Tedesca 2021